# Xiao Ruoteng
Xiao Ruoteng (né le 30 janvier 1996 à Pékin) est un gymnaste artistique chinois.

## Carrière
Il remporte le concours général lors des Championnats du monde 2017, après avoir obtenu la médaille de bronze par équipes lors des Championnats du monde de gymnastique artistique 2015.
Il est champion du monde par équipes, champion du monde du cheval d'arçons et vice-champion du monde du concours général individuel en 2018.

## Palmarès

### Championnats du monde
- Glasgow 2015
  -  médaille de bronze au concours général par équipe

- Montréal 2017
  -  médaille d'or au concours général individuel
  -  médaille de bronze au cheval d'arçons

- Doha 2018
  -  médaille d'or au cheval d'arçons
  -  médaille d'or au concours général par équipe
  -  médaille d'argent au concours général individuel

- Stuttgart 2019
  -  médaille d'argent au concours général par équipe
  -  médaille de bronze au sol